# Ashraf Hussen Osman
Ashraf Hussen Osman (* 2. Dezember 2001) ist ein katarischer Sprinter, der sich auf den 400-Meter-Lauf spezialisiert hat. Mit der katarischen 4-mal-400-Meter-Staffel wurde er 2025 in Gumi Asienmeister.

## Sportliche Laufbahn
Erste internationale Erfahrungen sammelte Ashraf Hussen Osman bei den Asienmeisterschaften 2019 in Doha, bei denen er über 400 Meter das Halbfinale erreichte, in dem er mit 46,85 s ausschied. Zudem gewann er mit der katarischen 4-mal-400-Meter-Staffel in 3:03,95 min die Bronzemedaille hinter den Teams aus Japan und China. Mit der Staffel nahm er auch an den Heimweltmeisterschaften ebendort im Oktober teil und konnte sich mit 3:06,25 min nicht für das Finale qualifizieren. 2021 gewann er bei den Arabischen Meisterschaften in Radès in 49,49 s die Silbermedaille im 400-Meter-Hürdenlauf hinter dem Algerier Abdelmalik Lahoulou und 2023 belegte er bei den Arabischen U23-Meisterschaften ebendort in 48,23 s den sechsten Platz über 400 Meter und gewann mit der Staffel in 3:10,60 min die Bronzemedaille. Daraufhin siegte er in 45,01 s bei den Arabischen Meisterschaften in Marrakesch im Einzelbewerb und kurz darauf siegte er in 45,26 s auch bei den Panarabischen Spielen in Algier. Daraufhin belegte er bei den Asienmeisterschaften in Bangkok in 45,61 s den fünften Platz und gewann im Staffelbewerb in 3:04,26 min gemeinsam mit Bassem Hemeida, Abubaker Haydar Abdalla und Ismail Doudai Abakar die Bronzemedaille hinter den Teams aus Sri Lanka und Indien. Im Oktober schied er bei den Asienspielen in Hangzhou mit 46,82 s im Vorlauf über 400 Meter aus und gewann mit der Staffel in 3:02,05 min gemeinsam mit Abderrahman Samba, Ismail Doudai Abakar und Bassem Hemeida die Silbermedaille hinter dem indischen Team. 
Bei den World Athletics Relays 2024 in Nassau verpasste er mit der 4-mal-400-Meter-Staffel eine Direktqualifikation für die Olympischen Spiele in Paris und anschließend belegte er bei den Westasienmeisterschaften in Basra in 46,05 s den fünften Platz über 400 Meter. Bei den World Athletics Relays 2025 in Guangzhou wurde er in der 2. Qualifikationsrunde über 4-mal 400 Meter mit neuem Landesrekord von 3:00,29 min Dritter und qualifizierte sich damit für die Weltmeisterschaften in Tokio. Anschließend belegte er bei den Asienmeisterschaften in Gumi in 45,91 s den siebten Platz über 400 Meter und kam im Staffelbewerb im Vorlauf zum Einsatz und trug damit zum Gewinn der Goldmedaille bei.

## Persönliche Bestzeiten
- 400 Meter: 45,01 s, 21. Juni 2023 in Marrakesch
- 400 m Hürden: 49,49 s, 20. Juni 2021 in Radès